# Puertos de Panticosa, Bramatuero y Brazatos
Puertos de Panticosa, Bramatuero y Brazatos este o arie protejată (arie specială de conservare — SAC, sit de importanță comunitară — SCI) din Spania întinsă pe o suprafață de 3.021,63 ha, integral pe uscat.

## Localizare
Centrul sitului Puertos de Panticosa, Bramatuero y Brazatos este situat la coordonatele 42°45′53″N 0°13′28″W / 42.7647°N 0.224547°V.

## Înființare
Situl Puertos de Panticosa, Bramatuero y Brazatos a fost declarat sit de importanță comunitară în mai 2000 pentru a proteja 4 specii de animale. Situl a fost protejat și ca arie specială de conservare în februarie 2021.

## Biodiversitate
Situată în ecoregiunea alpină, aria protejată conține 10 habitate naturale: Mlaștini alcaline, Roci stâncoase cu vegetație pionieră de Sedo-Scleranthion sau Sedo albi-Veronicion dillenii, Pajiști silicioase din Pirinei cu Festuca eskia, Grohotișuri termofile și vest-mediteraneene, Pajiști cu Molinia pe soluri calcaroase, turboase sau argilos-nămoloase (Molinion caeruleae), Fânețe de joasă altitudine (Alopecurus pratensis, Sanguisorba officinalis), Pante stâncoase silicioase cu vegetație casmofită, Păduri montane și subalpine de Pinus uncinata (* dezvoltate pe substrat gipsos sau calcaros), Ghețari permanenți, Păduri pe pante, grohotișuri și ravene de Tilio-Acerion.
La baza desemnării sitului se află mai multe specii protejate:
- mamifere (2): Galemys pyrenaicus, urs brun (Ursus arctos)
- nevertebrate (1): rădașcă (Lucanus cervus)
- reptile (1): Iberolacerta bonnali

Pe lângă speciile protejate, pe teritoriul sitului au mai fost identificate 30 de specii de plante, 23 de specii de păsări, 5 specii de amfibieni, 3 specii de mamifere, 3 specii de nevertebrate, 1 specie de pești, 2 specii de reptile.